# 江口拓也・西山宏太朗 今夜も眠らせない…禁断尻ラジオ
『江口拓也・西山宏太朗 今夜も眠らせない…禁断尻ラジオ』（えぐちたくや・にしやまこうたろう こんやもねむらせない きんだんしりラジオ）は、2015年10月28日からニコニコ生放送で配信されているインターネットラジオ生放送番組。

## 概要
パーソナリティーの2人がお酒を片手にほろ酔いテンションで、リスナーからのお便りを紹介したり、豪華ゲストを迎えてのディープなトークをくり広げる番組。
2015年10月28日から『鳥海浩輔・安元洋貴 今夜は眠らせない…禁断生ラジオ』の弟番組として、第4水曜日22時から配信されている。公式生放送が1時間前後、有料チャンネル会員限定生放送が30分前後の約1時間30分番組。2016年1月19日から第3火曜日に変更された。
パーソナリティは江口拓也、西山宏太朗。
当初の番組名は「禁断生ラジオ ウェンズデイ」であったが、2015年10月14日の禁断生ラジオでMCの2人より「こちらも配信日は水曜日だ！」との指摘があり、禁生で付けられた源氏名の江口の「益黄門」と西山の「尻弟子」でどっちも「尻」だから「禁断尻ラジオ」と提案。番組の放送中に行われたリスナーのアンケートにて圧倒的な支持を受け、開始前に「禁断尻ラジオ」に改名。

### 用字用語解説
尻人（しりんちゅ）
番組を聴いたりイベントに参加する人、禁断生ラジオチャンネル会員の総称。なお、禁断生ラジオ内では汁人（しるんちゅ）と呼んでいる。
尻ネーム
禁断尻ラジオにおけるラジオネームのこと。

## コーナー

### 現在行われているコーナー
妄想デートしりしり
鍛え抜かれた妄想力から生み出されたデートシチュ
シリー知恵袋！
皆さんのお悩みを全力で解決。

### 過去のコーナー
尻人をお祝いしたい！
今月誕生日の尻人を祝福するコーナー（2019年限定）
おめでたいことのあった尻人を祝福するコーナー。（2015 - 2018年）
禁断！LOVE LESSON
恋の悩みになんでも答えるコーナー。
日常の疑問や素朴な疑問、質問や相談、悩み相談、困っていることをMCとゲストが力を合わせて、禁尻的ベストアンサーを導き出すコーナー。
禁断チャレンジバトル!!
MC2人が戦うミニゲームのコーナー。

## 配信リスト
| #  | 配信日 | 配信日   | メールテーマ                                                                      | ゲスト                         |
| -- | ------ | -------- | --------------------------------------------------------------------------------- | ------------------------------ |
| 1  | 2015年 | 10月28日 | 江口・西山のいいところ、ダメなところ                                              |                                |
| 2  | 2015年 | 11月25日 | 杉田さん・西山くんへの質問！※江口も出るよ                                         | 杉田智和                       |
| 3  | 2015年 | 12月23日 |                                                                                   |                                |
| 4  | 2016年 | 1月19日  | シリー知恵袋                                                                      | 木村良平                       |
| 5  | 2016年 | 2月16日  | オチのないメール、いわゆる落ちないメール                                          | 檜山修之                       |
| 6  | 2016年 | 3月15日  | 求ム！バイト情報                                                                  |                                |
| 7  | 2016年 | 4月19日  | 春のお悩み大特集！                                                                | 井上喜久子                     |
| 8  | 2016年 | 5月17日  | カレー大特集！                                                                    | 白井悠介                       |
| 9  | 2016年 | 6月21日  | 江口スタンダード・トークバトル‼︎                                                   | 小野賢章                       |
| 10 | 2016年 | 7月16日  | BURGER特集！                                                                      | 大河元気                       |
| 11 | 2016年 | 8月16日  | シリモンGO                                                                        | 津田健次郎                     |
| 12 | 2016年 | 9月20日  | 秋のマロンフェア                                                                  |                                |
| 13 | 2016年 | 10月18日 | フラれたい尻人さんからのラブレター                                                | 蒼井翔太                       |
| 14 | 2016年 | 11月15日 | 鍋                                                                                | 羽多野渉、白井悠介             |
| 15 | 2016年 | 12月20日 | 禁断シリスマスパーティを盛り上げるメール                                          | 内匠靖明                       |
| 16 | 2017年 | 1月17日  | ●●まんスペシャル                                                                  | 石川界人                       |
| 17 | 2017年 | 2月21日  | 〇〇おじさん                                                                      | 檜山修之、杉田智和（西山病欠） |
| 18 | 2017年 | 3月21日  | お弁当特集！                                                                      |                                |
| 19 | 2017年 | 4月18日  | おにぎりエピソード                                                                | 代永翼                         |
| 20 | 2017年 | 5月16日  | スナック菓子                                                                      | 岡本信彦                       |
| 21 | 2017年 | 6月20日  | パン                                                                              | 白井悠介                       |
| 22 | 2017年 | 7月18日  | 流しそうめんと一緒に水に流したいこと                                              | 沢城千春                       |
| 23 | 2017年 | 8月15日  | おじいちゃん・おばあちゃんエピソード！                                            | 堀内賢雄                       |
| 24 | 2017年 | 9月19日  | 最強カップ麺対決！                                                                | 千葉翔也                       |
| 25 | 2017年 | 10月17日 | おでん特集！                                                                      | 山下大輝                       |
| 26 | 2017年 | 11月21日 | ケンタッキー・フライドチキン特集！                                                | 伊藤健太郎                     |
| 27 | 2017年 | 12月19日 | 汁特集！                                                                          | 花江夏樹                       |
| 28 | 2018年 | 1月16日  | サンドイッチ特集！                                                                | 白井悠介                       |
| 29 | 2018年 | 2月20日  | 最強のご飯のお供                                                                  | 檜山修之                       |
| 30 | 2018年 | 3月20日  | “その歌は星の運命すら変える”「LOST SONG」 にちなんで “その尻は食の運命さえ変える” | たかはし智秋、鈴木裕斗         |
| 31 | 2018年 | 4月17日  | 禁尻的お手軽コンビニスイーツ選手権！                                              | 佐藤拓也                       |
| 32 | 2018年 | 5月15日  | 北海道グルメ                                                                      |                                |
| 33 | 2018年 | 6月19日  | アイスクリームさんありがとう！                                                    | 中島ヨシキ                     |
| 34 | 2018年 | 7月17日  | シリー知恵袋特集！                                                                | 速水奨                         |
| 35 | 2018年 | 8月21日  | 夏のホロ苦体験談                                                                  | 木村昴                         |
| 36 | 2018年 | 9月18日  | カップ麺エピソード                                                                | 濱野大輝                       |
| 37 | 2018年 | 10月16日 | ハロウィンメール                                                                  | 木村良平                       |
| 38 | 2018年 | 11月20日 | あなたのまわりの小さな名言集                                                      | 森川智之                       |
| 39 | 2018年 | 12月18日 | 甘テロスイーツメール                                                              | KENN                           |
| 40 | 2019年 | 1月15日  | 自分だけめでたメール                                                              | 村瀬歩                         |
| 41 | 2019年 | 2月19日  | 勇者目撃談！                                                                      | 檜山修之                       |
| 42 | 2019年 | 3月19日  | 夜の開花宣言、私の開花予想2019                                                    |                                |
| 43 | 2019年 | 4月16日  | ワタシ実は○○なんです！                                                            | 廣瀬大介                       |
| 44 | 2019年 | 5月21日  | 尻人私のカウントダウン                                                            | 山谷祥生                       |
| 45 | 2019年 | 6月18日  | 今あなたが乗ってる波大募集                                                        | 土岐隼一                       |
| 46 | 2019年 | 7月16日  | 褒メール                                                                          | 中島ヨシキ                     |
| 47 | 2019年 | 8月20日  | 夏休みオトナ相談室                                                                | 畠中祐                         |
| 48 | 2019年 | 9月17日  | 禁尻4周年！禁断四題噺！                                                           | 伊東健人                       |
| 49 | 2019年 | 10月16日 | 西山宏太朗情報！                                                                  | 八代拓                         |
| 50 | 2019年 | 11月19日 | ニコイチメール                                                                    | 廣瀬大介                       |
| 51 | 2019年 | 12月17日 | 禁断の年末年しり これってうちだけ？                                               |                                |
| 52 | 2020年 | 1月21日  | もっと尻たい！禁断豆知識                                                          | 白井悠介                       |
| 53 | 2020年 | 2月18日  | 学園モノあるある選手権                                                            | 檜山修之                       |
| 54 | 2020年 | 3月17日  | 家の中でやってるヤバい暇つぶし                                                    | 木村良平                       |
| 55 | 2020年 | 4月21日  | 教えて！あなたのお家〇〇（リモート配信）                                          | 山下大輝                       |
| 56 | 2020年 | 5月19日  | 禁尻リモートバー（リモート配信）                                                  | 葉山翔太                       |
| 57 | 2020年 | 6月16日  | 妄想デートシチュエーション (リモート配信)                                         | 村瀬歩                         |
| 58 | 2020年 | 7月21日  | おすすめコミック教えて!!                                                          | 千葉翔也                       |
| 59 | 2020年 | 8月18日  | 友達自慢！！(BARから生映像配信)                                                   | 八代拓                         |
| 60 | 2020年 | 9月15日  | 女子が女子きな女子                                                                | 蒼井翔太                       |
| 61 | 2020年 | 10月20日 | 禁尻に決めてほしい私の二択…ニケツ‼︎                                                | 梅原裕一郎                     |
| 62 | 2020年 | 11月17日 | ◯◯っていいいなー!!                                                                | 白井悠介、廣瀬大介             |

## イベント
- 禁断生BOYS COLLECTION 2016（2016年1月9日、品川ステラボール）[6]
  - ゲスト：鳥海浩輔、安元洋貴、保村真、羽多野渉
- 「トゥッティ!フルッティ!!」CD発売記念イベント（2017年12月2日、スペースFS汐留）
  - ゲスト：白井悠介
- 禁断尻ラジオ3周年記念公開番組～ももしり3年なま8年～（2018年12月26日、山野ホール）[7]
- KINDAN SIRI PARTY FOR YOU（2020年1月19日、かつしかシンフォニーヒルズ・モーツァルトホール）[8][9][10]
  - ゲスト：白井悠介、廣瀬大介

## 関連商品

### ドラマCD
| 発売日        | タイトル                                                                           | 規格品番 |
| ------------- | ---------------------------------------------------------------------------------- | -------- |
| 2017年9月26日 | 押しかけ親友ドラマCD「トゥッティ!フルッティ!!」上巻 ～雨宮楓のありえない目覚め～   | USSW-49  |
| 2017年9月26日 | 押しかけ親友ドラマCD「トゥッティ!フルッティ!!」下巻 〜佐竹結城のありえない目覚め～ | USSW-50  |

### イベントDVD
- KINDAN SIRI PARTY FOR YOU（禁断生ラジオチャンネル会員限定版）（2020年7月31日）[13]